# Сяньань
Сяньа́нь (кит. упр. 咸安, пиньинь Xián'ān) — район городского подчинения городского округа Сяньнин провинции Хубэй (КНР).

## История
Во времена империи Южная Тан в 955 году в этих местах был создан уезд Юнъань (永安县). После объединения всех китайских земель в составе империи Сун, из-за практики табу на имена, чтобы избежать дублирования с названием кургана Юнъаньлин, в котором был похоронен отец основателя династии, в 1007 году уезд был переименован: иероглифы «Юнъань» были заменены на сходные по смыслу иероглифы «Сяньнин» (咸宁县).
В 1949 году был образован Специальный район Дае (大冶专区), и уезд вошёл в его состав. В 1952 году Специальный район Дае был расформирован, и уезд перешёл в состав Специального района Сяогань (孝感专区). В 1958 году к уезду Сяньнин был присоединён уезд Пуци, но затем он был восстановлен. В 1959 году Специальный район Сяогань также был расформирован, и входившие в его состав административные единицы перешли под управление властей Уханя, где в 1960 году к уезду Сяньнин опять был присоединён уезд Пуци, но в 1961 году Специальный район Сяогань был воссоздан (уезд Пуци был при этом вновь выделен из уезда Сяньнин).
В 1965 году уезды Специального района Сяогань, лежавшие южнее Янцзы, были выделены в отдельный Специальный район Сяньнин (咸宁专区), власти нового Специального района разместились в посёлке Вэньцюаньчжэнь уезда Сяньнин. В 1970 году Специальный район Сяньнин был переименован в Округ Сяньнин (咸宁地区).
Постановлением Госсовета КНР от 19 августа 1983 года уезд Сяньнин был преобразован в городской уезд.
Постановлением Госсовета КНР от 6 декабря 1998 года были расформированы округ Сяньнин и городской уезд Сяньнин, и образован городской округ Сяньнин; бывший городской уезд Сяньнин стал районом Сяньань в его составе.

## Административное деление
Район делится на 3 уличных комитета, 9 посёлков и 1 волость.